# پیت میکئال
پیت میکئال (انگلیسی: Pete Mickeal؛ ۲۲ فوریهٔ ۱۹۷۸) بازیکن بسکتبال اهل ایالات متحده آمریکا است.
از باشگاه‌هایی که در آن بازی کرده‌است می‌توان به باشگاه فوتبال بارسلونا و باشگاه بسکتبال بارسلونا اشاره کرد.
وی در مسابقات کشوری و بین‌المللی در مجموع برندهٔ ۱ مدال طلا شده‌است.